# 皇家公園
皇家公園是位於英格蘭倫敦西北的一個地區，是倫敦最大的商務園區之一，面積約500公頃（1,200英畝）。皇家公園商務園區由皇家公園集團（Park Royal Business Group，PRBG）運營，有超過1,200家企業，估計約35,000人在這裡工作。皇家公園位於布倫特倫敦自治市和伊靈倫敦自治市。這一地區主要的交通樞紐有漢格巷站、皇家公園站和石橋公園站。

## 外部連結
- Park Royal Business Group
- West London Business （页面存档备份，存于）
- February 2008 draft planning framework （页面存档备份，存于）